# Wildenfels
Wildenfels é um município alemão localizado no distrito de Zwickau.